# Cricetulus kamensis
Cricetulus kamensis és una espècie de mamífer rosegador de la família dels cricètids. És endèmic de la Xina (Gansu, Qinghai, Tibet i Xinjiang), on viu a altituds d'entre 3.300 i 4.100 msnm. S'alimenta de grans, llavors d'herbes i insectes. El seu hàbitat natural són els herbassars, les estepes obertes i els aiguamolls amb matolls de muntanya. És una espècie en risc mínim, és a dir, no sembla que hi hagi cap amenaça significativa per a la seva supervivència. El seu nom específic, kamensis, fou escollit en honor del grup ètnic dels kam.